# Hus-Museum Konstanz

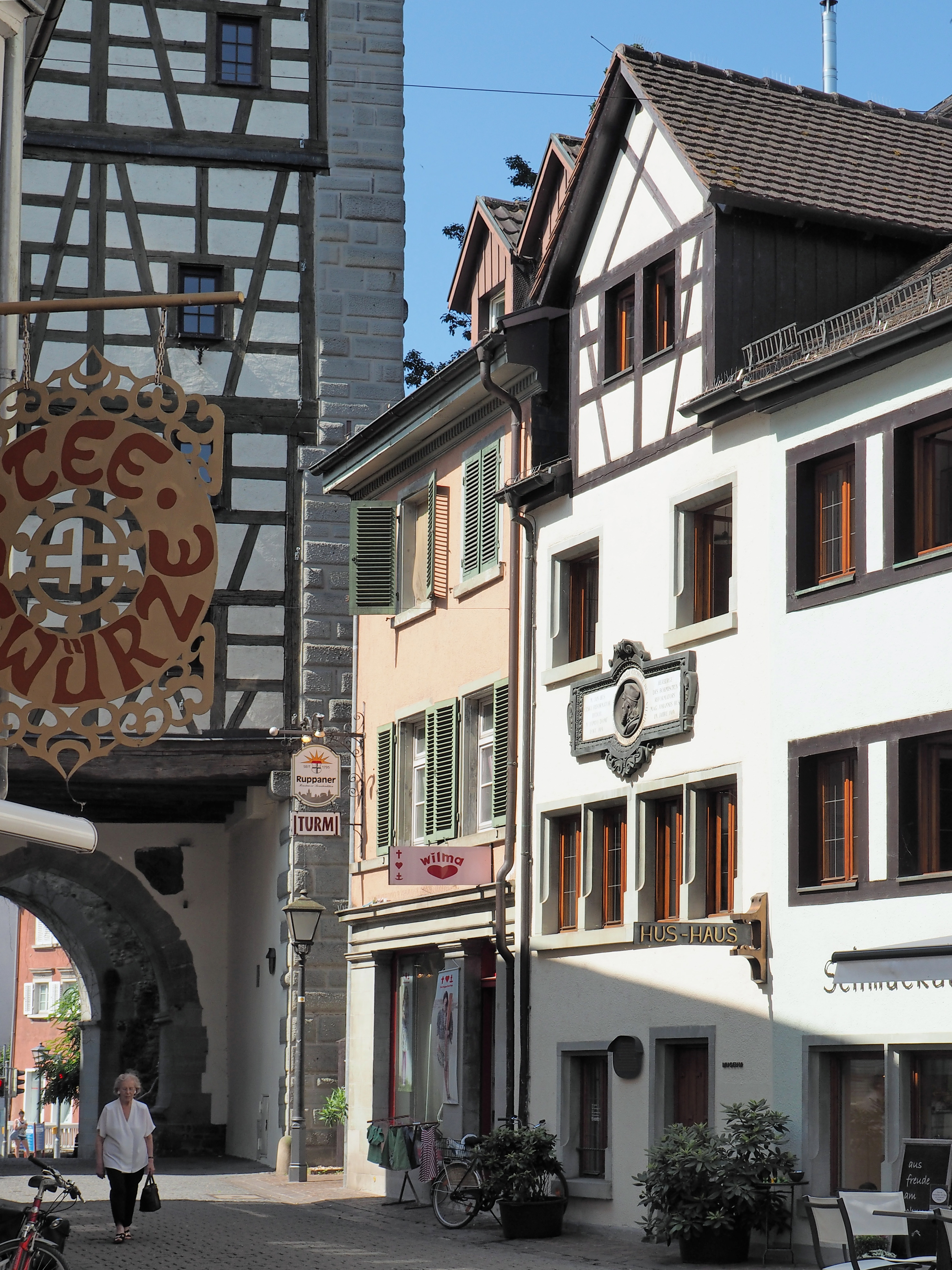
Hus-Museum beim Schnetztor (Gebäude rechts mit Fachwerkgaube)

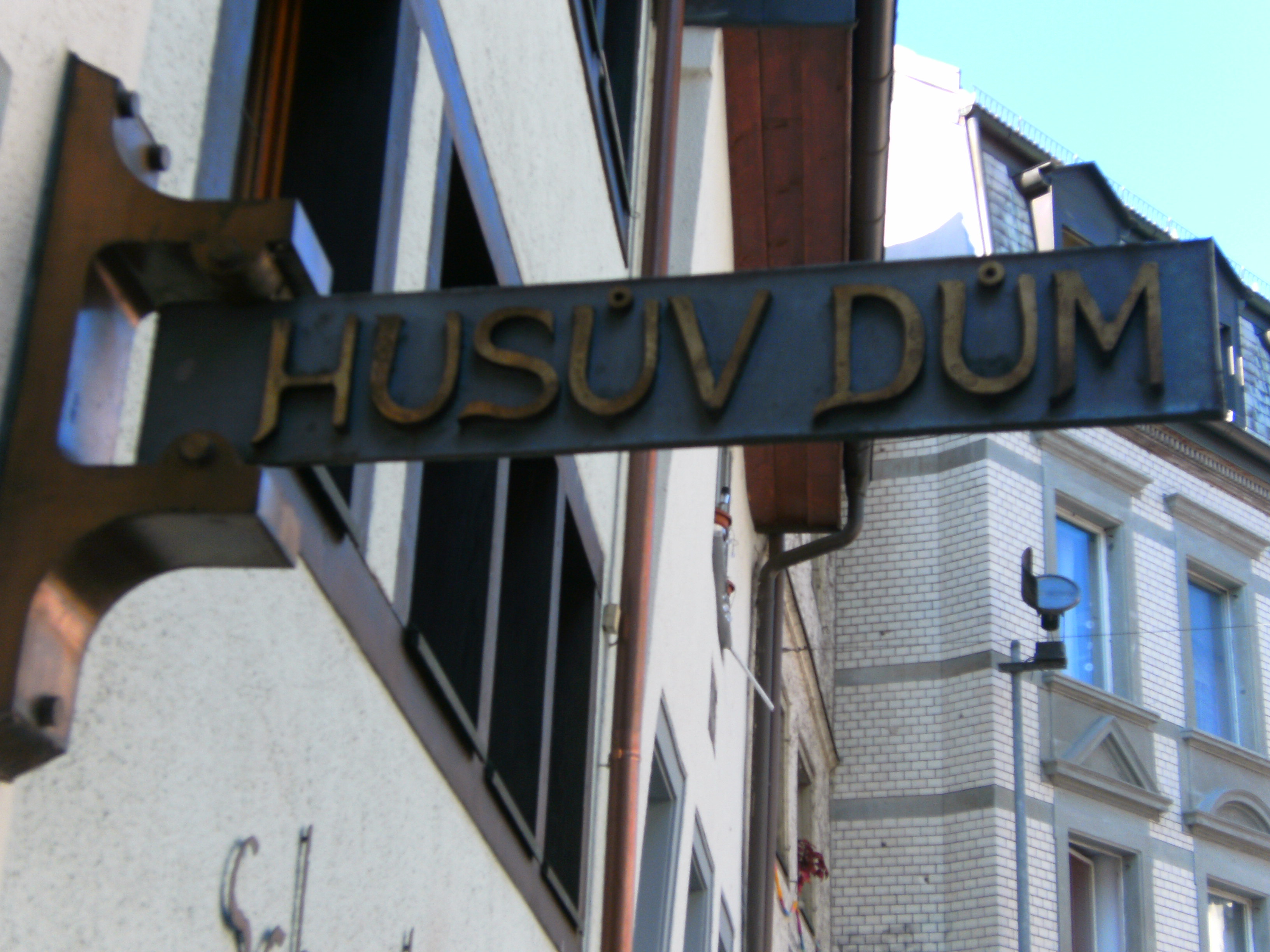
Hinweis am Hus-Museum Konstanz

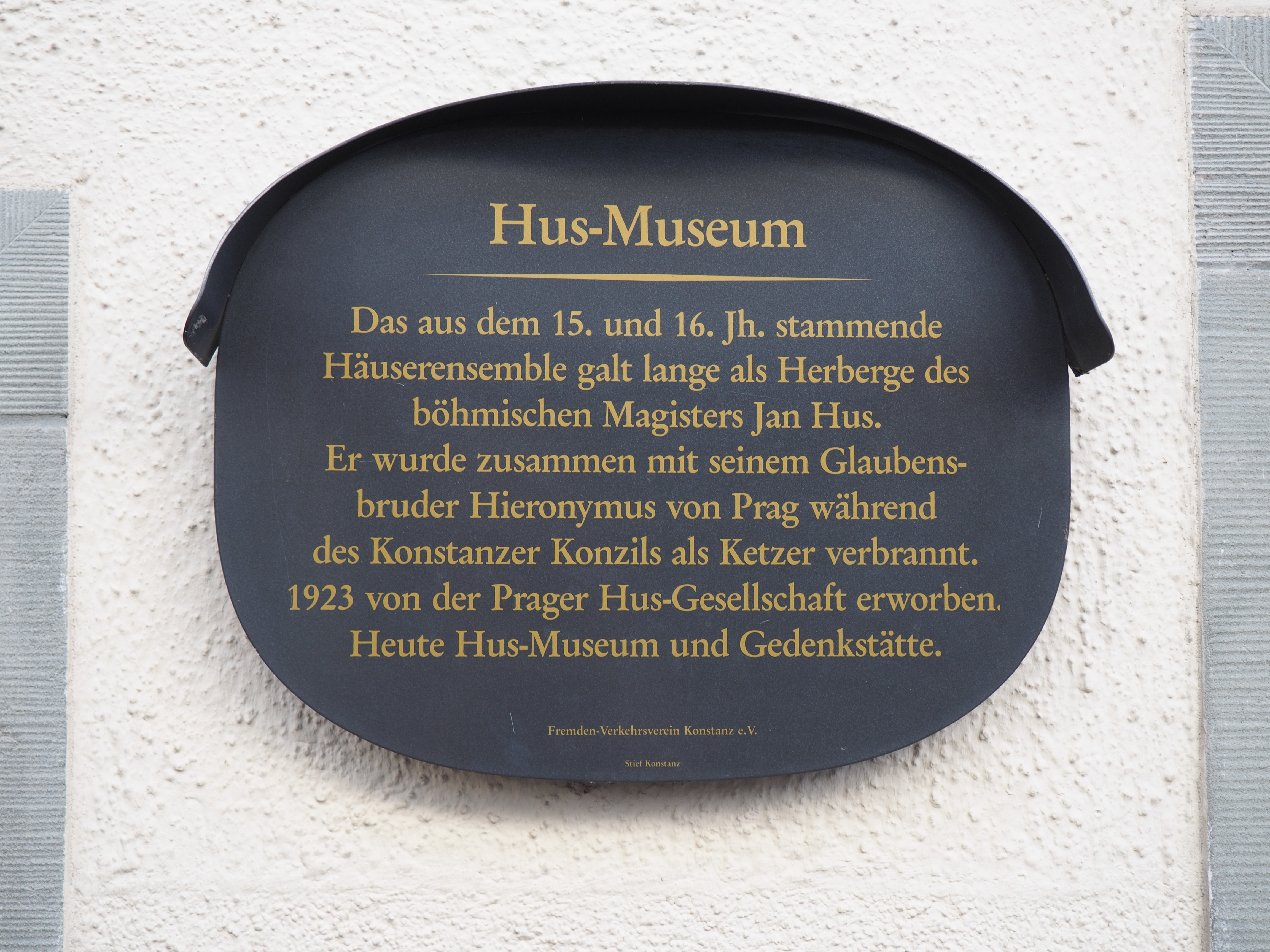
Informationstafel am Hus-Museum in Konstanz

Das Hus-Museum Konstanz ist ein Museum in der Sterbestadt von Jan Hus. Es liegt in der Altstadt von Konstanz in der Hussenstraße am Schnetztor. Leben und Wirken von Hus werden dargestellt.

## Hus: Ankunft und Verhaftung
Jan Hus befand sich in Konstanz ab seiner Ankunft am 3. November 1414 bis zu seiner Verhaftung am 28. November 1414 in Freiheit. Er wohnte in dieser Zeit mit seinen Begleitern bei der Witwe Pfister in der Paulsgasse. In der Richental-Chronik wurde dies so formuliert: „in der Pfistrinen hus an sant Paulsgassen“. Die Paulsgasse wurde 1873 in Hussenstraße umbenannt und nach 1945 erneut so benannt.

## Hus-Haus
Das Haus in der Hussenstraße 64 ist ein Fachwerkhaus aus dem 15./16. Jahrhundert. Es wurde 1922 vom tschechoslowakischen Staat erworben. Der tschechoslowakische Staat übertrug 1923 das Haus an die Hus-Museum-Gesellschaft in Prag, die 1919 gegründet wurde, als Eigentum. Im Haus Hussenstraße 64 wurde die Hus-Gedenkstätte/das Hus-Museum eingerichtet. Das Hus-Museum gehört zu den städtischen Museen in Konstanz.
Es konnte nicht zweifelsfrei nachgewiesen werden, dass Hus genau hier wohnte.

## Ausstellung
Die Ausstellung stellt die Wirkungsstätten von Hus als Dekan, seinen Weg nach Konstanz und den Gang des Prozesses dar. Die Exponate umfassen Faksimiles, Fotos und einen Multimedia-Test („Ketzer-Test“) für die Besucher. Die Ausstellung wurde vom Hussitenmuseum Tábor und der Hus-Museums-Gesellschaft Prag im Jahr 2014 neu ausgerichtet und wird von dem tschechischen Kulturministerium und der Stadt Konstanz unterhalten. Im Jahr 2014 hatte das Hus-Museum 17.681 Besucher.

## Film
- Jan Hus in Konstanz für Kinder erzählt von Dr. Libuše Rösch

## Weitere Hus-Museen
- Hussitenmuseum Tábor, (auf Tschechisch: Husitské muzeum v Táboře).[11]
- Hus-Museum-Gesellschaft Prag, (auf Tschechisch: Společnost Husova muzea v Praze).